# Amaury Capiot
Amaury Capiot (Tongeren, 25 juni 1993) is een Belgisch wielrenner. Hij is de zoon van voormalig wielrenner Johan Capiot.

## Carrière
Na zes seizoenen in dienst van Sport Vlaanderen-Baloise maakte Capiot in 2021 de overstapnaar Team Arkéa-Samsic.
In 2024 brak Capiot bij een valpartij in de finale van de Bredene Koksijde Classic zijn sleutelbeen. Slechts twaalf dagen later werd hij, tot onbegrip van onder andere hemzelf, weer opgesteld in Dwars door Vlaanderen. Hij haalde de finish niet. Voor de Ronde van Vlaanderen, die weer vier dagen later op het programma stond, werd Capiot ter elfder ure vervangen door David Dekker.

## Overwinningen
2011
Gent-Menen
Remouchamps-Ferrières-Remouchamps
1e etappe Keizer der Juniores
2014
Jongerenklassement Ronde van Loir-et-Cher
2015
Omloop Mandel-Leie-Schelde
2022
GP La Marseillaise
3e etappe Boucles de la Mayenne
2024
4e etappe Ronde van Oman

## Resultaten in voornaamste wedstrijden
| Jaar | Ronde van Italië | Ronde van Frankrijk | Ronde van Spanje |
| ---- | ---------------- | ------------------- | ---------------- |
| 2015 |                  |                     |                  |
| 2016 |                  |                     |                  |
| 2017 |                  |                     |                  |
| 2018 |                  |                     |                  |
| 2019 |                  |                     |                  |
| 2020 |                  |                     |                  |
| 2021 |                  |                     |                  |
| 2022 |                  | 85e                 |                  |
| 2023 |                  |                     |                  |
| 2024 |                  | opgave              |                  |
| 2025 |                  | 136e                |                  |

| Jaar | Milaan-San Remo | Gent-Wevelgem | Ronde van Vlaanderen | Parijs-Roubaix | Amstel Gold Race | Omloop Het Nieuwsblad | Parijs-Tours | Nokere Koerse |  | Wereldranglijsten |
| ---- | --------------- | ------------- | -------------------- | -------------- | ---------------- | --------------------- | ------------ | ------------- |  | ----------------- |
| 2015 |                 |               |                      |                |                  |                       | 49e          |               |  |                   |
| 2016 |                 | 44e           | opgave               |                |                  | 58e                   | 26e          |               |  |                   |
| 2017 |                 |               |                      |                |                  |                       |              |               |  |                   |
| 2018 |                 | opgave        | 88e                  |                |                  | 17e                   | opgave       | ↑             |  | 278e (UWT)        |
| 2019 |                 | opgave        |                      |                |                  | 44e                   | 5e           |               |  | 167e (UWT)        |
| 2020 |                 | 23e           | 22e                  |                |                  | 64e                   |              |               |  |                   |
| 2021 | 138e            | opgave        |                      | 18e            | opgave           | 12e                   | 10e          | 34e           |  |                   |
| 2022 |                 |               | 24e                  | opgave         | 122e             | 23e                   | 9e           |               |  |                   |
| 2023 |                 |               |                      |                |                  |                       |              |               |  |                   |
| 2024 |                 |               |                      |                |                  | 45e                   | 31e          |               |  |                   |
| 2025 |                 | opgave        | opgave               |                |                  | 21e                   |              |               |  |                   |

## Ploegen
- 2015 –  Topsport Vlaanderen-Baloise
- 2016 –  Topsport Vlaanderen-Baloise
- 2017 –  Sport Vlaanderen-Baloise
- 2018 –  Sport Vlaanderen-Baloise
- 2019 –  Sport Vlaanderen-Baloise
- 2020 –  Sport Vlaanderen-Baloise
- 2021 –  Team Arkéa Samsic
- 2022 –  Team Arkéa Samsic
- 2022 –  Team Arkéa Samsic
- 2023 –  Team Arkéa Samsic
- 2024 –  Arkéa-B&B Hotels
- 2025 –  Arkéa-B&B Hotels

Campenaerts · Capiot · De Ketele · De Pauw · De Tier · Declercq · Helven · Jacobs · Lietaer · Naesen · Rickaert · Salomein · Sprengers · Steels · Theuns · Van Hecke · Van Hoecke · Van Lerberghe · Van Meirhaeghe · Vanoverberghe · Vanspeybrouck · Vergaerde · Jel.Wallays · Jen.Wallays
Allegaert · Capiot · De Gendt · De Ketele · De Pauw · De Vylder · Declercq · Deltombe · Farazijn · Lietaer · Noppe · Planckaert · Pols · Rickaert · Salomein · Sprengers · Steels · Van Gestel · Van Hecke · Van Lerberghe · Van Rooy · Wallays
Allegaert · Capiot · De Gendt · De Ketele · De Pauw · De Vylder · Declercq · Deltombe · Farazijn · Ghys · Menten · Noppe · Ed. Planckaert · Em. Planckaert · Rickaert · Sprengers · Van Gestel · Van Gompel · Van Hecke · Van Rooy · Verwilst · Warlop
Anacona · Barguil · Barré (vanaf 1/8) · Bouet · Bouhanni · Capiot · Declercq · Delaplace · Edet · Flórez · Gesbert · Grondin · Guernalec · Guglielmi · Hardy · Hofstetter · Ledanois · Louvel · McLay · Noppe · Owsian · Pajur · Pichon · D. Quintana · N. Quintana · Ries · Riou · Russo · Swift · Vauquelin · Verre · Clynhens (stagiair) · Costiou (stagiair) · Thierry (stagiair)
Barguil · Barré · Biermans · Bouet · Bouhanni · Capiot · Champoussin · Costiou · Dekker · Delaplace · Démare (vanf 1/8) · Edet · Gesbert · Grondin · Guernalec · Guglielmi · Hofstetter · Le Berre · Ledanois · Louvel · McLay · Mozzato · Owsian · Pichon · Ponomar (tot 31/7) · Ries · Riou · Rodríguez · Russo · Vauquelin · Verre · Dauphin (stagiair) · Gillet (stagiair) · Tjøtta (stagiair)
Albanese · Barré · Biermans · Capiot · Champoussin · Costiou · Dekker · Delaplace · Démare · García Pierna · Gesbert · Grondin · Guernalec · Guglielmi · Huys · Le Berre · Ledanois(tot 15/8) · Louvel · McLay · Mozzato · Owsian · Ries · Riou · Rodríguez · Scotson · Sénéchal · Thierry (vanaf 1/9) · Vauquelin · Venturini · Verre
Biermans · Capiot · Costiou · Delaplace · Démare · Epis · García Pierna · Gesbert · Grondin · T. Guernalec · V. Guernalec · Guglielmi · Huys · Le Berre · Lozouet · Mozzato · Ries · Rodríguez · Rouland · Scotson · Sénéchal · Svestad-Bårdseng · Thierry · Tjøtta · Vauquelin · Venturini · Verre